# 부산진구 (1973년 선거구)
부산진구는 대한민국의 옛 국회의원 선거구이다. 당시 부산직할시 부산진구 지역을 관할했다.

## 역사
제9대 국회의원 선거를 앞두고 부산진구 갑, 부산진구 을 선거구가 통합되면서 신설되었다.
1975년 10월, 부산진구의 일부 지역(대연동·용호동·용당동·감만동·우암동·남천동·적기동 일부)이 새롭게 신설되는 남구에 편입되면서 분리되었다. 1978년 2월, 부산진구의 일부 지역(구포동·금곡동·화명동·덕천동·만덕동·삼락동·모라동·덕포동·괘법동·감전동·엄궁동·주례동·학장동)이 북구로 독립해 떨어져 나갔다. 이에 제10대 국회의원 선거를 앞두고 남구로 독립된 지역이 신설되는 남구 선거구로 향하게 되고 북구 전 지역과 부산진구에 잔류한 지역들을 관할하는 부산진구·북구 선거구가 신설되면서 폐지되었다.

## 역대 국회의원
| 선거   | 정당 | 정당   | 1위 의원 | 정당 | 정당       | 2위 의원 |
| ------ | ---- | ------ | -------- | ---- | ---------- | -------- |
| 1973년 |      | 신민당 | 정해영   |      | 민주공화당 | 김임식   |

## 역대 선거 결과

### 대한민국 제9대 국회의원 선거
|  | 37.95% |

|  | 35.96% |

|  | 21.64% |

|  | 4.43% |